# Hamza Yerlikaya
Hamza Yerlikaya (Estambul, Turquía, 6 de junio de 1976) es un deportista turco retirado especialista en lucha grecorromana donde llegó a ser campeón olímpico en Atlanta 1996.

## Carrera deportiva
En los Juegos Olímpicos de 1996 celebrados en Atlanta ganó la medalla de oro en lucha grecorromana de pesos de hasta 82 kg, por delante del luchador alemán Thomas Zander (plata) y del bielorruso Valery Tsilent (bronce).